# Japan Sinks
Japan Sinks (Nhật: 日本沈没 Hepburn: Nippon Chinbotsu) là tiểu thuyết về thảm họa tự nhiên do Sakyo Komatsu sáng tác, xuất bản năm 1973. Komatsu đã mất chín năm để hoàn thành tác phẩm. Sách được xuất bản thành 2 tập và phát hành cùng lúc. Tiểu thuyết được nhận giải lần thứ 27 Mystery Writers of Japan Award and the Seiun Award cho tiểu thuyết Nhật Bản dài tập. Bản dịch tiếng Anh được xuất bản lần đầu năm 1975. Vào năm 1995, sau thảm họa động đất Osaka-Kobe, bản dịch tiếng Anh được xuất bản lần thứ 2 (ISBN 4-7700-2039-2). Bản Anh bị rút gọn khá nhiều so với bản gốc. Năm 2006, phần tiếp theo của cuốn sách, đồng sáng tác với Kōshū Tani được phát hành.
Tiểu thuyết cũng được chuyển thể thành nhiều tác phẩm khác cũng như là phần tiếp theo: bộ phim dựa trên cuốn tiểu thuyết được thực hiện cùng năm của đạo diễn Shiro Moritani, chương trình truyền hình của TBS và Toho phát sóng vào năm 1974–75, bộ phim làm lại vào năm 2006 bởi Shinji Higuchi và một bộ anime gốc trên Netflix do Science SARU sản xuất vào tháng 7 năm 2020.

## Chuyển thể Anime
Ngày 9 tháng 10 năm 2019, Netflix đã công bố chuyển thể tiểu thuyết thành anime (ONA). Bộ phim với tựa đề Japan Sinks: 2020, do hãng Science SARU sản xuất, Pyeon-Gang Ho là đạo diễn và Masaaki Yuasa là đạo diễn. Toshio Yoshitaka đảm nhận sáng tác kịch bản, Naoya Wada phụ trách thiết kế các nhân vật và Kensuke Ushio sáng tác âm nhạc. Yuko Sasaki, Reina Ueda và Tomo Muranaka sẽ lồng tiếng cho các nhân vật chính của bộ phim. Netflix phát hành trên toàn thế giới vào ngày 9 tháng 7 năm 2020.  Phiên bản tổng hợp của bộ anime được phát hành tại các rạp của Nhật Bản vào tháng 11 năm 2020.

### Tóm tắt
Ngay sau Thế vận hội Tokyo 2020, một trận động đất lớn đã xảy ra ở Nhật Bản. Giữa sự hỗn loạn, Mutou Ayumu (học sinh trung học và vận động viên điền kinh) cùng với em trai Gou (học sinh tiểu học và game thủ) cố gắng để thoát khỏi thành phố với gia đình và bạn bè của họ. Tuy nhiên, quần đảo Nhật Bản đang chìm dần đã cản trở việc chạy trốn của họ. Mặc dù đối mặt với những thử thách khắc nghiệt, chị em nhà Mutou vẫn luôn tin tưởng vào tương lai, có sức mạnh để sống sót qua cơn đại thảm họa

### Diễn viên lồng tiếng
| Nhân vật                       | Diễn viên lồng tiếng Nhật | Diễn viên lồng tiếng Anh |
| ------------------------------ | ------------------------- | ------------------------ |
| Mari Mutō (武 藤 マ リ）       | Yuko Sasaki               | Grace Lynn Kung          |
| Ayumu Mutō (武 藤 歩）         | Reina Ueda                | Faye Mata                |
| Gō Mutō (武 藤 剛）            | Tomo Muranaka             | Ryan Bartley             |
| Kōichirō Mutō (武 藤 航 一郎） | Masaki Terasoma           | Keith Silverstein        |
| Osamu Asada (浅田 修)          | Daiki Hamano              | Giá Jamieson             |
| Haruo Koga (古 賀 春 生)       | Hiroyuki Yoshino          | Billy Kametz             |
| Kaito / Kite                   | Kensho Ono                | Aleks Le                 |
| Nanami Miura (三浦 七 海)      | Nanako Mori               | Abby Trott               |
| Kanae Murota (室 田 叶 恵)     | Tomoko Shiota             | Cathy Cavadini           |
| Kunio Hikita (疋 田 国 夫)     | Umeji Sasaki              | Doug Stone               |
| Saburō Ōtani (大谷 三郎)       | Taichi Takeda             | Kim Strauss              |
| Daniel                         | Gensho Tasaka             | George Cockle            |

### Danh sách các tập phim
| Tập | Tựa đề | Ngày chiếu              |
| --- | --- | ----------------------- |
| 1   | "Khởi Đầu Của Kết Thúc" Tiếng Anh: "The Beginning of the End" Tiếng Nhật: "Owari no hajimari" (オワリノハジマリ（終わりの始まり）) | Ngày 9 tháng 7 năm 2020 |
| 2   | "Tạm Biệt, Tokyo" Tiếng Anh: "Farewell, Tokyo" Tiếng Nhật: "Saraba, Tōkyō" (さらば、東京)                                          | Ngày 9 tháng 7 năm 2020 |
| 3   | "Hy Vọng Mới" Tiếng Anh: "A New Hope" Tiếng Nhật: "Aratana Kibō" (新たな希望)                                                      | Ngày 9 tháng 7 năm 2020 |
| 4   | "Cánh Cửa Mở" Tiếng Anh: "An Open Door" Tiếng Nhật: "Aita Doa" (開いたドア)                                                        | Ngày 9 tháng 7 năm 2020 |
| 5   | "Ảo Giác" Tiếng Anh: "Illusion" Tiếng Nhật: "Iryūjon" (イリュージョン)                                                             | Ngày 9 tháng 7 năm 2020 |
| 6   | "Lời Tiên Tri" Tiếng Anh: "An Oracle" Tiếng Nhật: "Orakuru" (オラクル)                                                             | Ngày 9 tháng 7 năm 2020 |
| 7   | "Bình Minh" Tiếng Anh: "The Dawn" Tiếng Nhật: "Yoake" (夜明け)                                                                     | Ngày 9 tháng 7 năm 2020 |
| 8   | "Bí Mật Của Mẹ" Tiếng Anh: "Mom's Secret" Tiếng Nhật: "Mama no Himitsu" (ママの秘密)                                               | Ngày 9 tháng 7 năm 2020 |
| 9   | "Nhật Bản Chìm" Tiếng Anh: "Japan Sinks" Tiếng Nhật: "Japanshinku" (ジャパンシンク)                                                | Ngày 9 tháng 7 năm 2020 |
| 10  | "Hồi Sinh" Tiếng Anh: "Resurrection" Tiếng Nhật: "Fukkatsu" (復活)                                                                 | Ngày 9 tháng 7 năm 2020 |

### Đánh giá
Trên chuyên trang tổng hợp phê bình Rotten Tomatoes, anime đánh giá 72% dựa trên 18 lượt review, số điểm trung bình đạt 6.54/10. Nhìn chung họ đánh giá: "Japan Sinks: 2020 có nhiều tình tiết căng thẳng, cao trào và bất ngờ khiến người xem luôn hồi hộp, không thể rời mắt, nhưng những tia hy vọng xuất hiện, nhân vật chính lần lượt vượt qua thử thách này đến thử thách khác, cuối cùng người xem hiểu thấu hiểu sự hi sinh tình yêu thương, giá trị nhân văn mà bộ phim mang lại".
Anime đã nhận được 2 đề cử trong Lễ trao giải Crunchyroll Anime năm 2021.

## Parodies
Câu truyện ngắn của Yasutaka Tsutsui cũng lấy tình tiết thảm họa tương tự, có tựa đề Nihon Igai Zenbu Chinbotsu (Cả thế giới chìm xuống ngoại trừ Nhật Bản) cũng được phát hành vào năm 1973, và được chuyển thể thành phim cùng tên vào năm 2006.